# Linzer Frieden
Der Linzer Frieden wurde am 13. Dezember 1645 zwischen Kaiser Ferdinand III. und Fürst Georg I. Rákóczi von Siebenbürgen geschlossen. 

## Vorgeschichte
Die schwedische Armee unter Lennart Torstensson rückte am 24. Januar 1645 in Böhmen ein und schlug in der Schlacht bei Jankau am 6. März 1645 das kaiserliche Heer unter Melchior von Hatzfeldt, der in schwedische Gefangenschaft geriet. Daraufhin zogen sich die verbliebenen kaiserlichen Truppen nach Prag zurück, um die böhmische Hauptstadt vor weiteren Angriffen der Schweden zu schützen. Die Schweden entschlossen sich jedoch mit ihrer rund 28.000 Mann starken Armee, statt nach Prag weiter Richtung Wien vorzustoßen. Am 13. März kapitulierte Iglau, am Tag darauf Znaim, beide Städte nach nur kurzer Belagerung. Torstensson wandte sich nun weiter nach Süden, stand am 24. März vor Krems, das sich nach anfänglicher Gegenwehr einige Tage später ergab. Noch am 24. März 1645 überquerten die ersten schwedischen Soldaten die Donau und erreichten Göttweig in Niederösterreich. Die Hauptmacht zog die Donau entlang, besetzte am 5. April Klosterneuburg und stand am 9. April vor der Wolfsschanze (nahe der Brigittakapelle heute 20. Wiener Gemeindebezirk). Ein Angriff auf Wien scheiterte schließlich an dieser Schanze, die vom Bruder des Kaisers, Erzherzog Leopold Wilhelm erfolgreich verteidigt bzw. später zurückerobert wurde. Torstensson zog sich daraufhin nach Norden zurück und belagerte ab 4. Mai die Stadt Brünn, die letzte große Stadt in Mähren, die noch nicht in schwedischer Hand war.  
Georg I. Rákóczi, Fürst von Siebenbürgen, hatte 1643 den erst 1642 erneuerten Frieden von Szőny (1627) mit den Habsburgern gekündigt und verbündete sich danach mit Frankreich und Schweden. Die siebenbürgische Armee eroberte daraufhin 1644 das königliche Ungarn. Im Juli 1645 führte Rákóczi seine Truppen nach Mähren, um Torstensson bei der Belagerung der sich hartnäckig wehrenden Stadt Brünn zu unterstützen. 
Ferdinand III. erkannte die Gefahr eines gemeinsamen militärischen Vorstoßes von Torstensson und Rákóczi gegen Wien und unterzeichnete deswegen am 8. August 1645 die Präliminarien für einen Frieden mit dem Fürsten von Siebenbürgen. Einerseits aus diesem Grund, andererseits wegen des am 15. August fehlgeschlagenen Generalangriffs auf die seit mehr als drei Monaten belagerte Stadt Brünn sowie der zunehmenden Schwierigkeiten bei der Versorgung seiner Truppen brach Torstensson die Belagerung Brünns am 23. August ab und zog sich nach Schlesien zurück.
Der Sultan des Osmanischen Reiches, İbrahim, befürchtete im Sommer 1645 einen Machtzuwachs des Fürsten von Siebenbürgen, der sein Vasall war. Er forderte deshalb Rákóczi auf, Frieden mit dem Kaiser zu schließen. Kaiser Ferdinand III. erteilte am 16. Oktober 1645 seinem Obersthofmeister Maximilian von und zu Trauttmansdorff Geheiminstruktionen sowie Vollmachten für die Friedensverhandlungen mit dem siebenbürgischen Fürsten in Linz.

## Der Linzer Frieden
Der Fürst von Siebenbürgen verpflichtete sich, den Kaiser seine Eroberungen zurückzugeben und seine Allianz mit Frankreich und Schweden zu beenden. Ferdinand III. bestätigte die politischen Rechte der ungarischen Stände. Er gewährte den Protestanten im königlichen Ungarn, einschließlich der Bauern gegenüber ihren katholischen Grundherren, Religionsfreiheit. Dies bedeutete, dass Rákóczi sämtliche Zugeständnisse, die Stephan Bocskai im Frieden von Wien (1606) und Gabriel Bethlen im Frieden von Pressburg (1626) erreicht hatten, erneut durchsetzte. Zusätzlich bekam Rákóczi einige Gebiete erblich und sieben oberungarische Komitate auf Lebenszeit übertragen. Diese sieben Komitate wurden Anfang der 1620er Jahre von Bethlen erobert. Sie sollten nach dessen Ableben wieder an die Habsburger zurückfallen, blieben aber nach dem Tod Bethlens (1629) Streitpunkt zwischen den Habsburgern und Bethlens Nachfolger Rákóczi, dessen eigene Ländereien mit dem Hauptsitz Sárospatak in unmittelbarer Nähe dieser Komitate lagen.  
Der Kaiser konnte mit der Unterzeichnung des Friedensvertrages am 13. Dezember 1645 die Gefahr eines gemeinsamen Angriffes der schwedischen und siebenbürgischen Truppen  auf Wien abwenden. Er konnte den Krieg im Osten seines Reiches beenden, die Gefahr  eines Zweifrontenkriegs war gebannt.    

## Die Schweden in Österreich 1645/47
Im Jahr 1645 eroberten die Schweden bis zum 30. März die meisten Städte, Ortschaften, Burgen und Stifte des Waldviertels. Am 31. März ließ Torstensson Krems an der Donau und am 5. April Korneuburg in Niederösterreich besetzen. Der Kaiser befahl deshalb am 9. April die Wolfsschanze, einen Brückenkopf am linken Donauufer an der Straße nach Wien, zu räumen. Einen Tag später nahmen die Schweden die Wolfsschanze in Besitz und bereiteten sich vor, Wien anzugreifen. Da Torstensson nicht die erwartete Hilfe durch Rákóczi erhielt, entschied er, den Feldzug zur Eroberung Wiens abzubrechen. Auf dem Rückmarsch nach Norden plünderten die schwedischen Truppen niederösterreichische und mährische Städte wie Mistelbach, Nikolsburg, Laa oder Staatz und am 4. Mai begann Torstensson erneut die mährische Hauptstadt Brünn zu belagern.      
Nach dem Scheitern der Belagerung von Brünn räumten die Schweden Ende September Niederösterreich und am 15. Dezember 1645 legte Lennart Torstensson aus gesundheitlichen Gründen den Oberbefehl über die schwedische Armee nieder. Im Februar 1646 gelang es den vereinigten kaiserlichen und bayrischen Truppen die Schweden aus Böhmen zu vertreiben. Danach eroberten die kaiserlichen Truppen am 5. Mai Krems und am 4. August Korneuburg zurück, dessen schwedische Besatzung erst nach einer langwierigen Belagerung kapitulierte.
Der neue schwedische Oberbefehlshaber Carl Gustav Wrangel ließ am 4. Januar 1647 Bregenz (Vorarlberg) plündern, da dort viele geistliche und weltliche Schätze in Sicherheit gebracht worden waren. Der Wert der Beute betrug mindestens 6 Millionen Gulden.     
Am 18. Februar 1647 wurde in Osnabrück der kaiserlich-schwedische Vorvertrag zum Westfälischen Frieden unterzeichnet.